# 天神川站
- 關於京都府的京都市營地鐵東西線鐵路車站，請見「太秦天神川站」。
- 關於京都府的京福電氣鐵道嵐山本線鐵路車站，請見「嵐電天神川站」。

天神川站（日语：／ Tenjingawa eki */?）是位於廣島縣廣島市南區東站町，西日本旅客鐵道（JR西日本）山陽本線的車站，實際上在運輸系統上也是吳線車站。車站位於廣島城市網絡內。

## 概要
此站由DIAMOND CITY（現時為AEON Mall）承擔4億4千萬日圓建設費用，並在DIAMOND CITY大陽城（現時為AEON Mall廣島府中）開業時同時啟用。
在車站啟用前曾公開招募車站名稱，最後車站名稱取自附近的河川（溝渠）名字。而公開招募名稱第1名為安藝府中，第6名是天神川。

## 歷史
- 2004年（平成16年）
  - 3月13日 - JR山陽本線向洋站至廣島站之間新設此站[1][2]。
  - 10月16日 - 成為吳線快速「安藝路快車」的停車站。
- 2007年（平成19年）
  - 4月21日 - 在西條、吳方向的閘口引入自動閘機（日语：自動改札機）。
  - 4月26日 - 廣島方向閘口引入簡易自動閘機[注 1]。
  - 9月1日 - 此站可以使用ICOCA。
- 2009年（平成21年）
  - 3月12日 - 在廣島方向閘口引入2台基本型自動閘機，簡易自動閘機撤走。另外增設1台自動補票機。
  - 11月1日 - 綠色窗口的營業時間縮短30分至晚上11時正。
- 2012年（平成24年）3月17日 - 快速「安藝路快車」的停車站進行變更，在7年半後該列車再次成為通過車站。

## 車站構造
車站是一座地面車站，設有2面2線的相對式月台，當中只有旅客路軌設有月台。車站設有轉轍器和絶對信號機，被定義為停留所。閘口位於較低的位置。車站可以使用ICOCA與其互相可以使用的IC卡。此站位於JR特定都區市內制度中，「廣島市內」的車站。車站印章是「最接近與菅原道真相關的尾長天滿宮之車站」。

### 車站概要
- 簡易地面車站大樓
- 2004年（平成16年）落成

### 車站大堂內
- 閘口
- 綠色窗口（位於西條、吳、三原方向閘口前）營業時間：06:00 - 23:00
- 5台自動售票機（廣島、岩國方向…2台　西條、三原、吳方向…3台）
- 4台自動閘機（日语：自動改札機）（廣島、岩國方向…2台　西條、三原、吳方向…2台）
- 1處廁所（只於上行車站大樓，位於閘內）
- 2台升降機（位於廣島、岩國方向…1台[大堂外]　西條、三原、吳方向…1台）

### 車站內
在兩月台之間設有來往廣島貨物總站路軌，而上下行線月台的空間不多，因此此站分別設有「西條、吳方向閘口」和「廣島方向閘口」，在閘內不能互相前往各月台（在西條、吳方向的閘口中會設有指示板（意思大約是：這裡不能前往廣島方向（車站）））。在兩閘口之間，可透過非車站的通道，途經東邊的行人隧道（越過多條路軌）互相前往。該行人隧道本身是行車隧道，當車站啟用時變成為行人隧道，而在旁邊新設新行車隧道。
本車站大樓與綠色窗口位於西條、吳方向閘口。車站由廣島站管理，並由並由JR西日本廣島MAINTEC負責車站業務，為業務委託車站。廣島方向的閘口於早上和晚上均為無人閘口。

### 月台
| 月台 | 路線                   | 上下行 | 方向                 |
| ---- | ---------------------- | ------ | -------------------- |
| 1    | 山陽本線               | 上行   | 瀨野、西條、三原方向 |
| 1    | 吳線                   | 上行   | 吳、竹原方向         |
| 2    | 山陽本線 （包含 吳線） | 下行   | 廣島、宮島口方向     |

## 使用狀況
- 以下數據是來自《廣島市統計書》。

| 年度               | 1日平均 乘車人次 |
| ------------------ | ---------------- |
| 2003年（平成15年） | 5,428            |
| 2004年（平成16年） | 6,346            |
| 2005年（平成17年） | 7,639            |
| 2006年（平成18年） | 8,389            |
| 2007年（平成19年） | 9,030            |
| 2008年（平成20年） | 9,290            |
| 2009年（平成21年） | 9,300            |
| 2010年（平成22年） | 9,411            |
| 2011年（平成23年） | 9,522            |
| 2012年（平成24年） | 9,592            |
| 2013年（平成25年） | 9,629            |
| 2014年（平成26年） | 9,577            |
| 2015年（平成27年） | 10,032           |
| 2016年（平成28年） | 10,599           |
| 2017年（平成29年） | 10,707           |

乘車人次圖表

## 車站周邊
車站內設有廣島貨物總站的貨櫃放置場、廣島運輸所的車輛停泊場、廣島機關區蟹屋派出的車輛停泊場與檢查場地。
此站位於廣島市南區的東北方，車站北邊為廣島市東區和安藝郡府中町。東邊為府中大川與府中町內。

### 北出口側
- 天神川（溝渠）
- 麒麟啤酒廣島（日语：キリンビール広島工場）
  - AEON廣島府中（日语：イオンモール広島府中）
    - 廣島Baltic 11（T-JOY（日语：ティ・ジョイ）、東寶影線（日语：TOHOシネマズ）合營企業）
- Daily Yamazaki（日语：デイリーヤマザキ）廣島天神川站前店
- 廣島縣道84號東海田廣島線（日语：広島県道84号東海田広島線）
- 廣島高速2號線 府中出入口
- 廣島竹原拳擊館
- 府中町公所
- 成通（日语：成通）超級好萊塢矢賀店
- 芸備線矢賀站（步行約20分鐘）

### 南出口側
- 萬事得Zoom-Zoom廣島球場（步行約15分鐘）
- UCC上島咖啡中四國分社
- 廣島縣道164號廣島海田線（日语：広島県道164号広島海田線）
- 廣島高速2號線 大州出入口（日语：大州出入口）
- 廣島市大州抽水場
- 中國電機製造
- Tempearl工業（日语：テンパール工業）
- 萬事得北門
- 萬事得體育館
- 廣島市立大州小學·大州中學

## 相鄰車站
西日本旅客鐵道
 山陽本線、 吳線（海田市站至廣島站之間為山陽本線）
■快速「城市快車」（只有星期六及假日下行班次）、■快速「通勤快車」（只有平日早上下行班次）、■快速「安藝路快車」
通過
■普通
向洋－天神川－廣島
此站與廣島站之間設有貨運車站（廣島貨物總站），此站（旅客路軌）不能直接進入廣島貨物總站。必須經海田市站的貨物專用線進往廣島貨物總站。

## 注腳

## 外部連結
- 天神川｜車站資訊：JR出門網 - 西日本旅客鐵道